# Joris Verdin
Pour les articles homonymes, voir Verdin.
Joris Verdin (né à Anderlecht le 21 janvier 1952) est un organiste, compositeur et pédagogue belge.

## Biographie
Issu d'une famille de musiciens, Joris Verdin reçoit ses premiers cours de piano à l'âge de sept ans. Durant ses jeunes années il privilégie le free jazz. Vers l'âge de 21 ans, il entreprend d'étudier l'orgue et la musicologie. Il se consacre à l'exécution des musiques oubliées de toutes les époques et tous les genres, ainsi qu'à l'interprétation de créations contemporaines. Il est également actif comme compositeur.
Il enseigne l'orgue au Conservatoire royal d'Anvers et la pratique musicale à la Katholieke Universiteit Leuven. Il est spécialiste du répertoire du XIXe siècle pour harmonium. Il collabore avec le Göteborg Organ Art Center (sv) (Suède) et a été nommé organiste d'honneur des orgues historiques de Gaspar de la Redonda à Torre de Juan Abad (Espagne).
Il s'occupe d'éditions musicales en Allemagne, en France et aux Pays-Bas. Il est une des vedettes de l'édition 2002 du Festival van Vlaanderen. En 2003, il est membre du jury pour le concours international d'orgue à Bruges, dans le cadre du Festival Musica Antiqua.

## Compositions
- Codex un poco fuenza (1987)
- Organetto
- Valse pour orgue d'église (1987)
- Partita super Christus resurrexit
- Affettuoso (1998)
- Batalla (2005)

## Discographie
La discographie de Joris Verdin couvre la musique du XVIe au XXe siècle.
En mai 2000, son enregistrement des œuvres pour orgue de César Franck est considéré « événement du mois » toutes catégories par le journal Diapason. Le Prix Cecilia de la presse musicale belge lui est décerné en 2001.
- Orgue solo
  - Charles–Marie Widor, Symphonies Op. 13, Orgue Cavaillé-Coll de Royaumont
  - Alexandre Guilmant, Septième Sonate
  - Oeuvres d'orgue, Orgues Cavaillé-Coll de Saint-Ouen à Rouen & Santa-Maria d'Azkoitia
  - Boutmy, Vander Borght, Vanden Gheyn, Raick, Kennis en Van Helmont, Orgue St Petrus Banden à Semerzake et orgue Van Peteghem (1780) à Sint-Lievens-Houtem
  - Dulce Retiro: Cabanilles, Bruna, Arauxo, Elias, Bull & improvisaties, l'orgue historique de Torre de Juan Abad
  - Louis-James-Alfred Lefébure-Wely (1817 - 1870), Six Grands Offertoires Op. 35 & Meditaciones religiosas op. 122, orgue Cavaillé-Coll de Notre-Dame de Bonsecours à Rouen
  - César Franck, Intégrale de l’œuvre d'orgue: Six Pièces, Trois Pièces, Trois Chorals, orgues Cavaillé-Coll de Rouen, San Sebastian, Azkoitia
  - César Franck & Aristide Cavaillé-Coll, Diapason d'or, Cecilia
  - César Franck, Pièces posthumes, Grandes orgues Cavaillé-Coll de la cathédrale de Saint-Brieuc
  - Abraham van den Kerckhoven (c1618-1701), Forceville-orgue van Broechem
  - Cornet, van den Kerckhoven, de Heredia, Jimenez, Bruna and some unpublished manuscripts, Orgue Peter Goltfus (1692) du Grand Béguinage de Louvain
  - Early Italian Organ-Music, sélection sur des instruments historiques, Radio Nederland Internationaal
  - Charles–Marie Widor, Symphonie nr 1, KRO-Klassiek
  - Olivier Messiaen, extraits de Méditations sur le Mystère de la Sainte Trinité
  - Carl Czerny en Christian Rinck, l'orgue Korfmacher de Stavelot (1840)
  - Concentu Melodiae: Musical treasures from the Leuven university library, Mathias Vanden Gheyn, selection of verses and preludes, sur le CD K.U.Leuven 96-01
  - Alexandre Guilmant, Marche funèbre et chant séraphique, Fantaisie pour orgue opus 17 sur l'orgue Saint-Amand, Rodez, avec Georges Lartigau & Kurt Lueders
  - César Franck: Motets & Pièces Posthumes; Louis James Alfred Lefébure-Wély: Meditaciones reliogiosas, orgue Cavaillé-Coll et Vlaams Radio Koor
- Harmonium
  - César Franck, Intégrale de l’œuvre d'harmonium
  - Bizet, Lefébure-Wely, Mustel, Mouquet, Harmonium Debain (1860) & Mustel (1920)
  - Werk van Sigfrid Karg-Elert (1877-1933)
  - Louis James Alfred Lefébure-Wély: Trois Suites pour Harmonicorde, Debain Harmonicorde (ca. 1880)
  - César Franck, Harmonium solo + duo met piano (Jos Van Immerseel), Harmonium Alexandre (Ca 1865)
  - Alexandre Guilmant & Jacques Nicolas Lemmens, Pièces pour Harmonium, Harmonium Mustel (1891)
  - Rossini, Messe Solennelle
  - Liszt, Berlioz, Saint-Saëns, Wagner, Franz Liszt Piano en orgel (1853/54)
- Avec la Capilla Flamenca
  - Peeter Cornet, orgue historique, Longueville (circa 1690)
  - Johannes Brassart, In Festo Corporis Christi, Orgue de l'église réformée à Rysum (1457-1513)
  - Johannes Prioris, Missa pro Defunctis, Prelude Classical Award 2004
  - Musik um 1500: Margarete, Maximilian I, Music of Buchner, Isaac, Radio Oostenrijk
  - Clemens non Papa (c1510-c1556), Priester en Bon Vivant,
  - Dulcis Melancholia, Muzikale biografie van Margaretha van Oostenrijk, MEW
- Avec La Hispanoflamenca 
  - Pedro Ruimonte Requiem & Sebastiàn Aguilera de Heredia, Nuestra Señora de los Olmos, Torre de Juan Abad
  - Pedro Ruimonte, Lamentations for the Holy Week, Etcetera
- Avec Ex Tempore 
  - Heinrich von Herzogenberg (1843-1900), Die Passion opus 93 (1896), Maundy Thursday - Good Friday
- Avec le Vlaams Radiokoor 
  - Flemish Organ Treasure, Volume 7, Jacques-Nicolas Lemmens: works for organ and choir, orgues Cavaillé-Coll de Herverlee (B) et Caen (FR)
  - Peter Benoit: Vingt motets, orgue Cavaillé-Coll de Heverlee (B) et harmonium Mustel, Klara 2001